# Olophontosia griseola
Olophontosia griseola är en fjärilsart som beskrevs av George Thomas Bethune-Baker 1904. Olophontosia griseola ingår i släktet Olophontosia och familjen tandspinnare. Inga underarter finns listade i Catalogue of Life.